# 目黒清掃工場

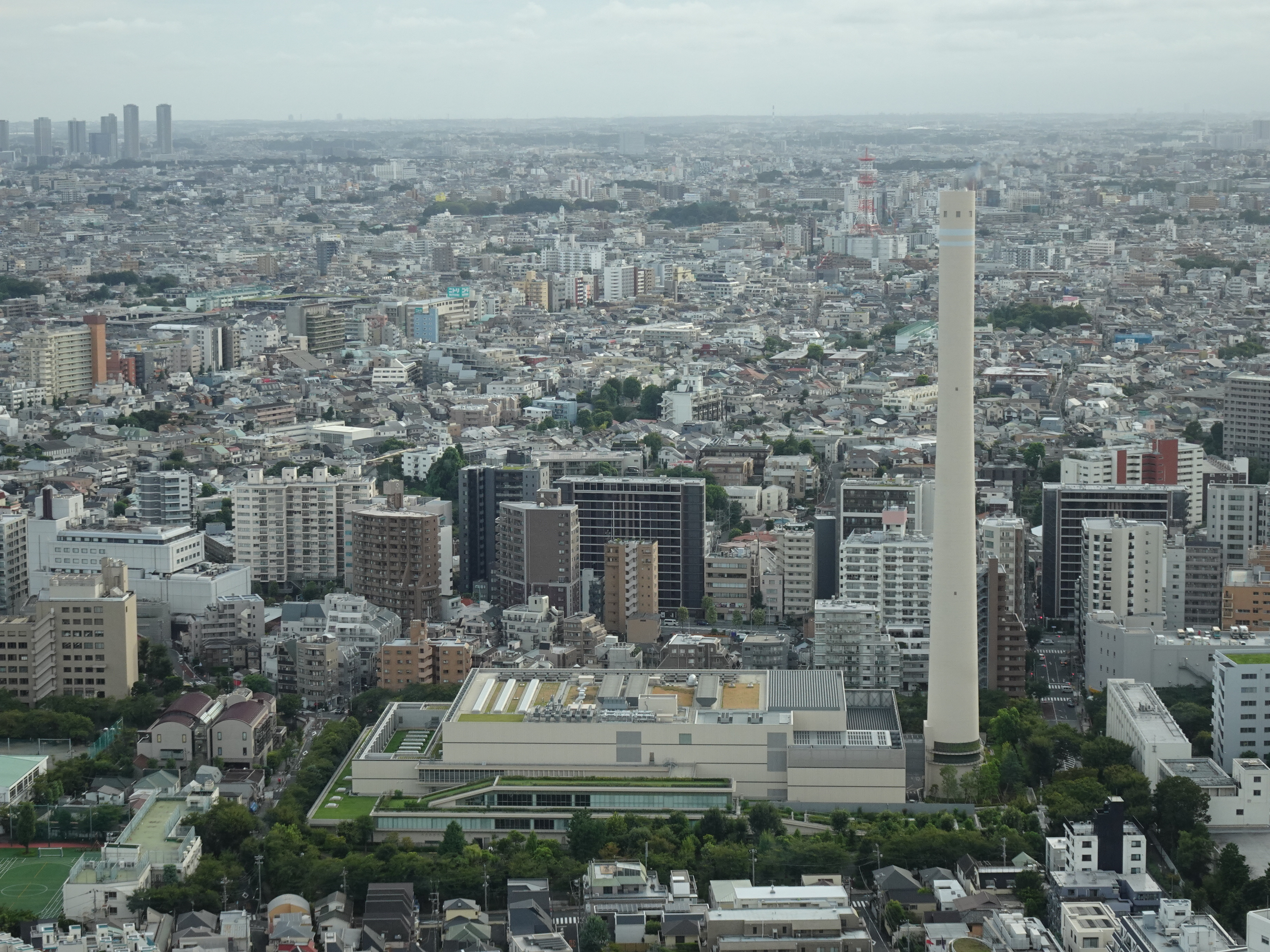
恵比寿ガーデンプレイスタワーから見る新工場（2024年8月）

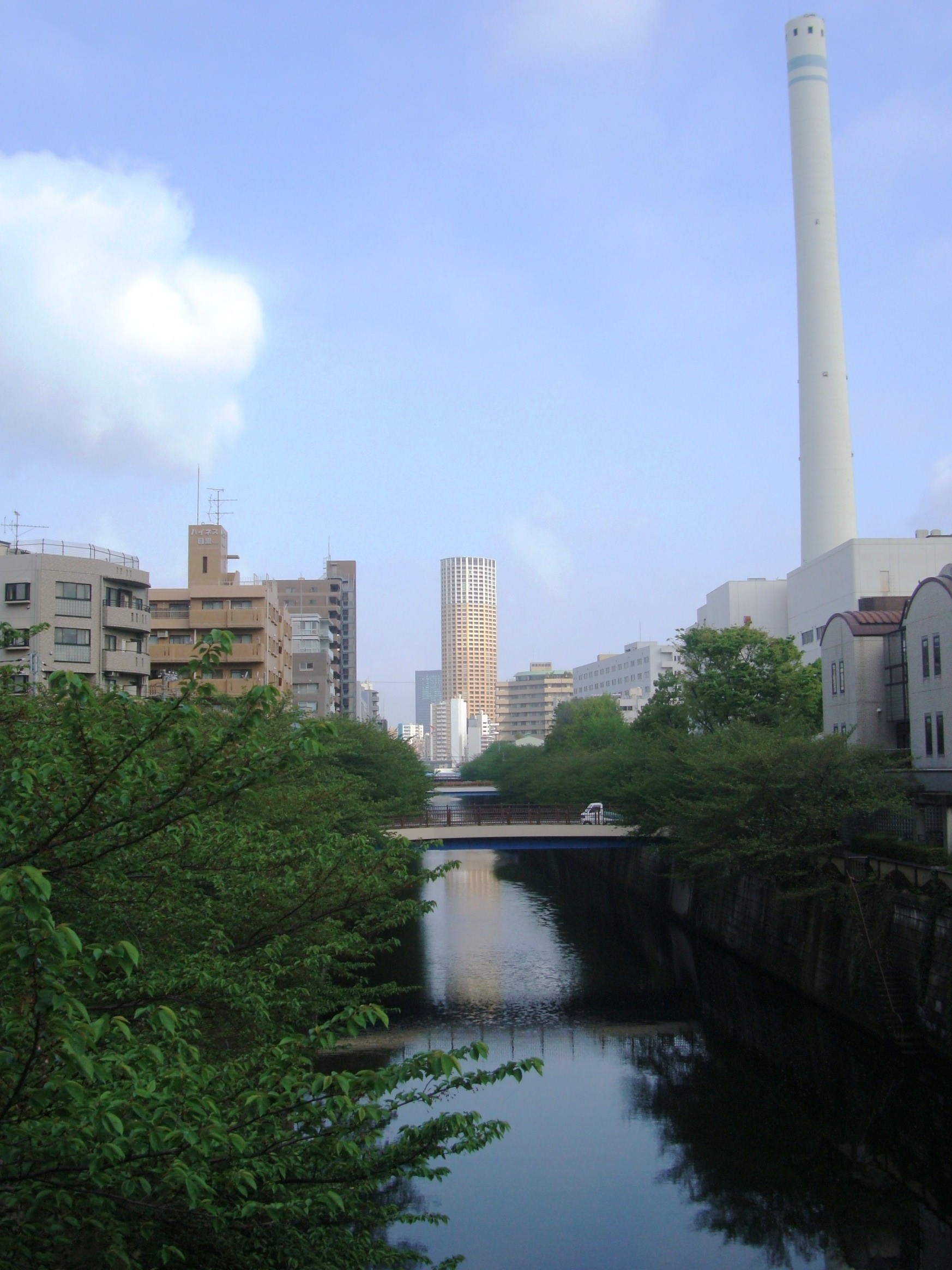
目黒清掃旧工場と目黒川

目黒清掃工場（めぐろせいそうこうじょう）は、東京都目黒区三田2-19-43にある東京二十三区清掃一部事務組合の清掃工場。

## 概要
600トン/日の焼却能力を持つ。隣接する目黒区民センターに給熱配給している。西側は目黒川に面しており、東側は緩衝緑地をはさんで住宅地と隣接する。老朽化に伴い一旦取り壊され、2023年3月に新工場が竣工した。煙突の高さは150mである。

## 歴史
- 1987年（昭和62年）10月 - 旧工場着工。
- 1991年（平成3年）3月 - 旧工場竣工。
- 2013年（平成25年） - 建て替え計画を策定。
- 2017年（平成29年） - 旧工場解体開始。
- 2023年（令和5年）3月 - 新工場竣工[1]。